# Браух Андрій Васильович
Андрі́й Васи́льович Бра́ух (28 квітня 1991, Херсон — 12 лютого 2015, Логвинове) — солдат Збройних сил України. Учасник російсько-української війни.

## Короткий життєпис
Народився 28 квітня 1991 році в місті Херсон.
Один син у батьків. У 2011 році закінчив Херсонський політехнічний коледж.
У травні 2012 року був призваний на службу в місті Чорнобаївка. Мобілізований навесні 2014-го, механік-водій, 30-та окрема механізована бригада.
12 лютого 2015-го смертельно поранений у бою за контроль над селом Логвинове — на трасі Дебальцеве — Артемівськ. Тоді ж полягли вояки батальйону «Донбас» Андрій Камінський, Роман Мельничук, Володимир Самойленко, Володимир Панчук, Анатолій Поліщук, старший лейтенант 79-ї бригади Ігор Марквас, поранень зазнав Михайло Левківський.
Підрозділи ЗСУ здобули штурмом частину Логвинового та розблокували трасу Бахмут — Дебальцеве, у селі залишилися осередки опору; частини батальйону «Донбас» проводять зачистку селища і прилеглої ділянки траси. Танкісти у 20-хвилинному бою під Логвиновим ліквідували щонайменше 8 російських Т-72 5-ї танкової бригади, з українського боку втрати в техніці становили 2 танки батальйону «Донбас», у 30-ї бригади — 2 танки та БМП. У бою під час зачистки Логвинового вояки «Донбасу» спільно із ЗСУ ліквідували до 50 одиниць живої сили терористів, полонили 12, знищено ворожий танк, підбито БТР. По мірі просування вглиб населеного пункту «Донбас» потрапив у засідку та, розділившись на дві групи, почав відхід — перша група відходила з полоненими, друга група прикривала. У групі прикриття загинули Анатолій Поліщук («Кемел»), Володимир Панчук («Араб»), Андрій Камінський («Впевнений»), Роман Мельничук («Санта»), Володимир Самойленко («Вован»), підбито вантажівку. БМП, у якій пересувався Володимир Панчук, потрапила в засідку терористів, вояки зайняли оборону та довго стримували противника, запобігши потраплянню в кільце та нападу на військову колону. Попри перевагу противника в живій силі група змогла ліквідувати в бою понад 20 терористів.
Без Андрія лишились мама, і племінниця. Похований у Херсоні на кладовищі Геологів, меморіал загиблим воїнам АТО 25 лютого 2015.

### Нагороди та вшанування
За особисту мужність і героїзм, виявлені у захисті державного суверенітету та територіальної цілісності України, вірність військовій присязі під час російсько-української війни, відзначений — нагороджений
- 13 серпня 2015 року — орденом «За мужність» III ступеня.